# Campeonatos del mundo de vela celebrados en 2008
Los Campeonato del mundo de vela 2008, supervisados por la  Federación Internacional de Vela (ISAF), fueron los siguientes (A= absoluto, M= masculino, F= femenino):
- Tipo "centreboard": 470 (M y F), Europe (M y F), Laser 4.7 (M y F), Laser Radial (M y F), Laser (M), 420 (A y F), Vaurien (A y F), 29er (A), 49er (A), 505 (A), B14 (A), Contender (A), Finn (A), Fireball (A), Flyinng Dutchman (A), International 14 (A), Lighting (A), Mirror (A), Moth (A), OK-Dinghy (A), Optimist (A), Snipe (F), Splash (A), Sunfish (A) y Tasar (A).

- Tipo "keelboat": Yngling (F y A), 5.5 Metre (A), 6 Metre (A), 11 Metre (A), Dragon (A), Etchells (A), Fling Fifteen (A), J/22 (A), J/24 (A), Soling (A), Star (A) y Tempest (A).

- Tipo "multihull": Hobie 16 (A y F), A-Catamarán (A), Formula 18 (A), Hobie 14 (A), Hobie 17 (A), Hobie 18 (A), Hobie Tiger (A) y Tornado (A).

- Tipo "windsurfer": Mistral (M y F), RS:X (M y F), Techno 293 (M y F) y Formula Windsurfing (M y F).

## Medallero total
| Núm. | País                                 | Oro | Plata | Bronce | Total |
| ---- | ------------------------------------ | --- | ----- | ------ | ----- |
| 1    | Australia                            | 7   | 3     | 7      | 17    |
| 2    | Reino Unido                          | 6   | 4     | 3      | 13    |
| 3    | Italia                               | 4   | 5     | 2      | 11    |
| 4    | Estados Unidos                       | 4   | 4     | 2      | 10    |
| 5    | Nueva Zelanda                        | 2   | 2     | 1      | 5     |
| 6    | Grecia                               | 2   | 1     | 1      | 5     |
| 7    | Dinamarca                            | 1   | 2     | 4      | 7     |
| 8    | Francia                              | 1   | 2     | 1      | 5     |
| 9    | Países Bajos                         | 1   | 2     | 1      | 5     |
| 10   | China                                | 1   | 2     | 0      | 3     |
| 11   | Israel                               | 1   | 1     | 2      | 5     |
| 12   | Noruega                              | 1   | 1     | 0      | 2     |
| 13   | España                               | 1   | 0     | 3      | 4     |
| 14   | Alemania                             | 1   | 0     | 3      | 4     |
| 15   | Suecia                               | 1   | 0     | 1      | 2     |
| 16   | Finlandia                            | 1   | 0     | 0      | 1     |
| 17   | Eslovenia                            | 1   | 0     | 0      | 1     |
| 18   | Polonia                              | 1   | 0     | 0      | 1     |
| 19   | Puerto Rico                          | 1   | 0     | 0      | 1     |
| 20   | Argentina                            | 0   | 2     | 1      | 3     |
| 21   | Canadá                               | 0   | 2     | 0      | 2     |
| 22   | Croacia                              | 0   | 1     | 2      | 3     |
| 23   | Suiza                                | 0   | 1     | 0      | 1     |
| 24   | Venezuela                            | 0   | 1     | 0      | 1     |
| 25   | Bélgica                              | 0   | 1     | 0      | 1     |
| 26   | Islas Vírgenes de los Estados Unidos | 0   | 1     | 0      | 1     |
| 27   | Brasil                               | 0   | 0     | 1      | 1     |
| 28   | Guatemala                            | 0   | 0     | 1      | 1     |
| 29   | Mónaco                               | 0   | 0     | 1      | 1     |
| 30   | Bahamas                              | 0   | 0     | 1      | 1     |
| 31   | Ucrania                              | 0   | 0     | 1      | 1     |
|      | TOTAL                                | 41  | 41    | 41     | 123   |

## Resultados
| Clase            | Fecha         | Sede                                   | Oro                                                      | Plata                                                           | Bronce                                                      |
| ---------------- | ------------- | -------------------------------------- | -------------------------------------------------------- | --------------------------------------------------------------- | ----------------------------------------------------------- |
| 49er             | 02.01 – 09.01 | Melbourne ( Australia)                 | Nathan Outteridge Ben Austin Australia                   | Stephen Morrison Ben Rhodes Reino Unido                         | Rodion Luka · George Leonchuk · Ucrania                     |
| 29er             | 02.01 – 09.01 | Melbourne ( Australia)                 | Steven Thomas Jasper Warren Australia                    | Byron White William Ryan Australia                              | Max Richardson Alex Groves Reino Unido                      |
| RS:X (M)         | 10.01 – 20.01 | Auckland ( Nueva Zelanda)              | Tom Ashley Nueva Zelanda                                 | João Rodrigues Portugal                                         | Shahar Zubari Israel                                        |
| RS:X (F)         | 10.01 – 20.01 | Auckland ( Nueva Zelanda)              | Alessandra Sensini · Italia                              | Barbara Kendall Nueva Zelanda                                   | Marina Alabau · España                                      |
| Finn             | 20.01 – 29.01 | Melbourne ( Australia)                 | Ben Ainslie Reino Unido                                  | Dan Slater Nueva Zelanda                                        | Jonas Høgh Christensen Dinamarca                            |
| 470 (M)          | 21.01 – 30.01 | Melbourne ( Australia)                 | Nic Asher Elliot Willis Reino Unido                      | Álvaro Marinho Miguel Nunes Portugal                            | Gideon Kliger Udi Gal Israel                                |
| 470 (F)          | 21.01 – 30.01 | Melbourne ( Australia)                 | Erin Maxwell Isabelle Kinsolving Estados Unidos          | Giulia Conti · Giovanna Micol · Italia                          | Elise Rechichi Tessa Parkinson Australia                    |
| Laser M          | 05.02 – 13.02 | Terrigal ( Australia)                  | Tom Slingsby Australia                                   | Julio Alsogaray Argentina                                       | Javier Hernández · España                                   |
| Yngling F        | 08.02 – 15.02 | Miami ( Estados Unidos)                | Sarah Ayton Sarah Webb Pippa Wilson Reino Unido          | Krystal Weir Karyn Gojnich Angela Farrell Australia             | Ulrike Schümann · Julia Bleck · Ute Höpfner · Alemania      |
| Tornado          | 22.02 – 01.03 | Auckland ( Nueva Zelanda)              | Darren Bundock Glenn Ashby Australia                     | Oskar Johansson · Kevin Stittle · Canadá                        | Yann Guichard Alexandre Guyader Francia                     |
| Hobie Tiger      | 03.03 -08.03  | Langebaan ( Sudáfrica)                 | Mark Laruffa Daniel Sims Australia                       | Mitch Booth · Tiffany Baring-Gould · Países Bajos               | Robbie Lovig Lachlan Gibson Australia                       |
| Fireball         | 08.03 – 21.03 | Pattaya ( Tailandia)                   | Matt Mee Richard Wagstaff Reino Unido                    | David Wade Ben McGraine Reino Unido                             | Nathan Stockley Sam Muirhead Australia                      |
| 5.5 Metre        | 09.03 – 14.03 | Nasáu ( Bahamas)                       | Kristian Nergård · Noruega                               | Flavio Marazzi · Suiza                                          | Gavin McKinney Bahamas                                      |
| Laser Radial F   | 13.03 – 20.03 | Auckland ( Nueva Zelanda)              | Sarah Steyaert Francia                                   | Xu Lijia China                                                  | Andrea Brewster Reino Unido                                 |
| Laser Radial M   | 22.03 – 29.03 | Auckland ( Nueva Zelanda)              | Michael Leigh · Canadá                                   | Brad Funk Estados Unidos                                        | Simon Morgan Australia                                      |
| Star             | 07.04 – 18.04 | Miami ( Estados Unidos)                | Mateusz Kusznierewicz · Dominik Życki · Polonia          | Diego Negri · Luigi Viale · Italia                              | Robert Scheidt · Bruno Prada · Brasil                       |
| Farr 40          | 16.04 – 19.04 | Miami ( Estados Unidos)                | Mascalzone Latino · Onorato Vincenzo · Italia            | Joe Fly · Giovanni Maspero · Italia                             | Mean Machine Peter de Ridder Mónaco                         |
| J/24             | 05.06 – 13.06 | Cannigione · ( Italia)                 | Andrea Casale · Italia                                   | Milev Rossi · Canadá                                            | Ian Southworth Reino Unido                                  |
| Europe (M)       | 04.07 – 12.07 | Vila Real de Santo António ( Portugal) | Teemu Rantanen · Finlandia                               | Kristian Skarseth · Noruega                                     | Charlie Ekberg · Suecia                                     |
| Europe (F)       | 04.07 – 12.07 | Vila Real de Santo António ( Portugal) | Josefin Olsson · Suecia                                  | Anne-Marie Rindom Dinamarca                                     | Anette Viborg Andreasen Dinamarca                           |
| Formula 18       | 05.07 – 11.07 | Nigrán · ( España)                     | Coen de Koning · Jeroen van Leeuwen · Países Bajos       | Franck Cammas Jeremy Lagarrigue Francia                         | Mischa Heemskerk · Bastiaan Tentij · Países Bajos           |
| Moth             | 05.07 – 11.07 | Weymouth ( Reino Unido)                | John Harris Australia                                    | Andrew McDougall Australia                                      | Mat Belcher Australia                                       |
| Yngling (A)      | 06.07 – 12.07 | Copenhague ( Dinamarca)                | Tom Otte · Mark Haven · Floortje de Vries · Países Bajos | Hidde-Jan Haven · Don van Arem · Miguel Karsters · Países Bajos | Jennifer Provan · Martha Henderson · Kate Abbott · Canadá   |
| OK-Dinghy        | 07.07 – 12.07 | Warnemünde · ( Alemania)               | Karl Purdie Nueva Zelanda                                | Nick Craig Reino Unido                                          | Andre Blasse Australia                                      |
| International 14 | 14.07 – 20.07 | Warnemünde · ( Alemania)               | Archie Massey Matt Noble Reino Unido                     | Jarrod Simpson Grant Rollerson Reino Unido                      | Alexander Dave Cameron McDonald Australia                   |
| Optimist         | 14.07 – 25.07 | Çeşme ( Turquía)                       | Raúl Ríos Puerto Rico                                    | Ian Barrows Islas Vírgenes de los Estados Unidos                | Kristien Kirketerp Dinamarca                                |
| Splash           | 19.07 – 25.07 | Tavira ( Portugal)                     | Ben Lutze Nueva Zelanda                                  | Gilles Cleeren · Bélgica                                        | George Iane Nueva Zelanda                                   |
| Etchells         | 19.07 – 29.07 | Chicago ( Estados Unidos)              | Bill Hardesty Erik Shampain, Steve Hunt Estados Unidos   | Chris Busch Chad Hough Chuck Sinks Estados Unidos               | Judson Smith Henry Frazer James Porter Estados Unidos       |
| 420 (A)          | 22.07- 31.07  | Atenas · ( Grecia)                     | Michalis Mileos · Evangelios-Vasileio Mitakis · Grecia   | Vasilis Papoutsoglou · Akilas Drougas · Grecia                  | Edoardo Mancinelli Scotti · Lorenzo De Felice · Italia      |
| 420 (F)          | 22.07- 31.07  | Atenas · ( Grecia)                     | Katerina Kaitatzidou · Sofia Kaitatzidou · Grecia        | Gil Cohen Adva Kremer Israel                                    | Afrodite Kyranakou · Elena Nikiforidi · Grecia              |
| Vaurien          | 02.08 – 09.08 | Matosinhos ( Portugal)                 | Marco Faccenda · Giovanni Galassini · Italia             | Francesco Granchi · Marco Melfa · Italia                        | Pablo Cabello · Javier Lago · España                        |
| H-Boat           | 02.08 – 08.08 | Hanko · ( Finlandia)                   | Claus Høj Jensen Henrik Olsen Jacob Guhle Dinamarca      | Steffen Stegger Lars Christiansen Carsten Pedersen Dinamarca    | Jan Gustafson · Karl Kristensen · Richard Ivarsson · Suecia |
| Tempest          | 16.08 – 22.08 | Weymouth ( Reino Unido)                | Frank Weiglt · Christian Rusitsch · Alemania             | Philippe Boite Regis Viateur Francia                            | Christian Schäfer · Andreas Mader · Alemania                |
| J/22             | 18.08 -24.08  | Rochester ( Estados Unidos)            | Greg Fisher Estados Unidos                               | Anthony Kotoun Islas Vírgenes de los Estados Unidos             | Flip Wehrheim Estados Unidos                                |
| Contender        | 18.08 – 23.08 | Kingston · ( Canadá)                   | Marcus Hamilton Australia                                | Marco Versari · Italia                                          | Søren Andreasen Dinamarca                                   |
| Laser 4.7 (M)    | 22.08 – 29.08 | Trogir · ( Croacia)                    | Shahar Jacob Israel                                      | Scott Sydney Singapur                                           | Lovre Perhat · Croacia                                      |
| Laser 4.7 (F)    | 22.08 – 29.08 | Trogir · ( Croacia)                    | Elizabeth Yin Singapur                                   | Matea Senkić · Croacia                                          | Ante Kordić · Croacia                                       |
| Sunfish          | 23.08 – 30.08 | Fort Erie · ( Canadá)                  | Paul Foerster Estados Unidos                             | Marx Chirinos · Venezuela                                       | Juan José Delgado Hurtado · Guatemala                       |
| Soling           | 13.09 – 19.09 | Scarlino · ( Italia)                   | Boštjan Antončič Gennadi Strakh Karlo Hmeljak Eslovenia  | Gustavo Warburg Hernán Celedoni Máximo Smith Argentina          | Martín Busch Tomás Peuvrel Maximo Feldtmann Argentina       |
| Snipe (F)        | 24.09 – 28.09 | Roquetas de Mar · ( España)            | Marina Gallego · Marina Sánchez · ( España)              | Anna Tunnicliffe Kathleen Tocte Estados Unidos                  | Juliana Poncioni · Viviane de Olveira · Italia              |
| 505              | 06.10 – 17.10 | Palermo · ( Italia)                    | Ian Pinnell Carl Gibbon Reino Unido                      | Howie Hamlin Andy Zinn Estados Unidos                           | Wolfgang Hunger · Julien Kleiner · Alemania                 |

- Datos: Q5745579